# Kakinada
Kakinada (telugu కాకినాడ) – miasto w południowej części Indii, w stanie Andhra Pradesh, nad Zatoką Bengalską, w delcie Godawari. Około 289,9 tys. mieszkańców.